# Tharwat, Syria
Tharut (tiếng Ả Rập: ثروت tharūt) là một ngôi làng Syria nằm ở Al-Hamraa Nahiyah ở huyện Hama, Hama. Theo Cục Thống kê Trung ương Syria (CBS), ngôi làng có dân số 990 trong cuộc điều tra dân số năm 2004.